# Silnik na dwutlenek węgla

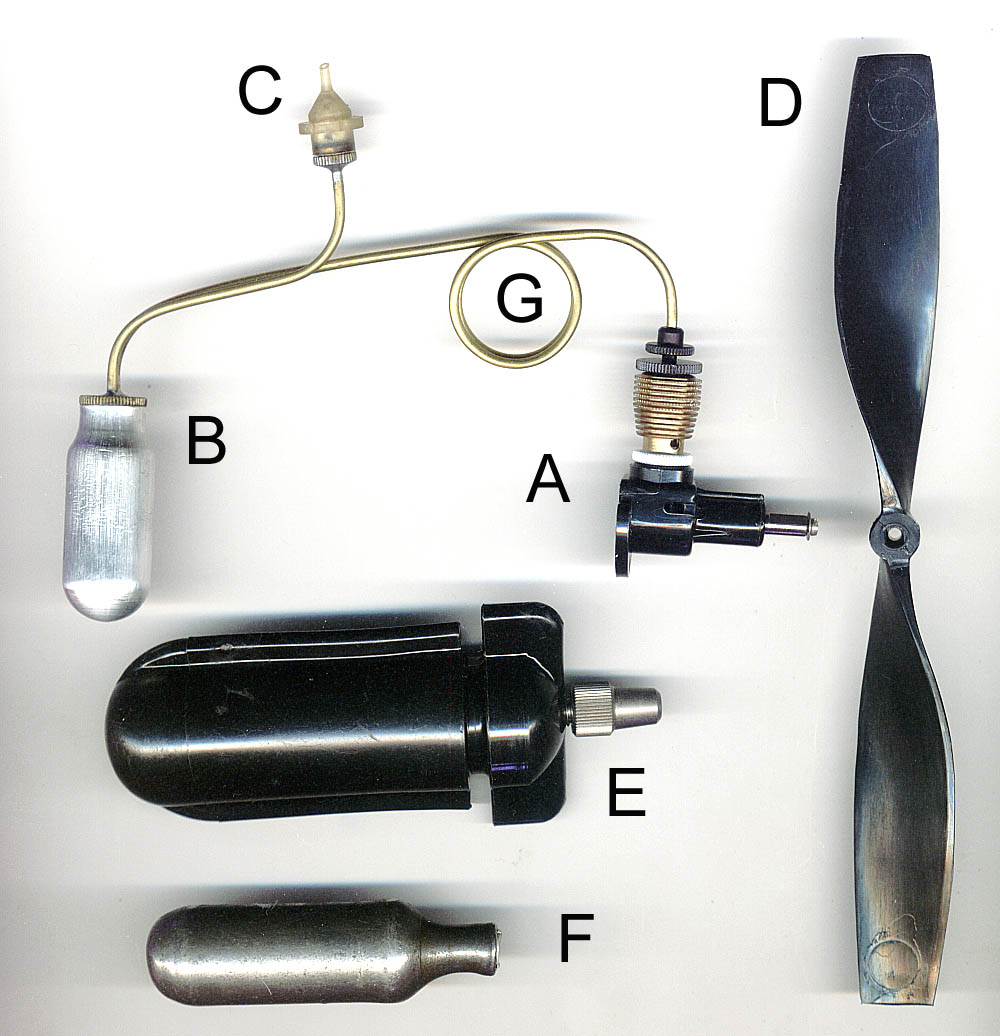
A – silnik
B – roboczy zbiornik gazu
C – zaworek do napełniania zbiornika
D – śmigło o średnicy 172 mm
E – narzędzie umożliwiające napełnienie zbiornika roboczego ze zbiornika handlowego
F – handlowy zbiornik CO_{2}
G – przewód łączący zbiornik z silnikiem

Silnik na dwutlenek węgla – silnik mechaniczny, tłokowy zmieniający energię rozprężającego się gazu (CO2) na energię mechaniczną. Prosty i mało wydajny – stosowany ze względu na swoją małą masę w modelarstwie.
Gaz jest doprowadzany do cylindra przez zawór w głowicy. Grzybek zaworu jest otwierany (naciskany) bezpośrednio tłokiem w górnym martwym położeniu. Gaz naciska na tłok powodując jego ruch w dół. Opadający tłok zamyka zawór dolotowy. Pod koniec suwu pracy tłok otwiera okna wylotowe w dolnej części cylindra, przez które wylatuje zużyty gaz. Dalej koło zamachowe (śmigło) przesuwa tłok aż do ponownego otwarcia zaworu dolotowego.
Uruchomienie silnika wymaga jednokrotnego, energicznego obrotu śmigła.